# Victoriano Iraola
Victoriano Iraola y Aristiguieta (Pasajes, 1841-San Sebastián, 1919) fue un escritor y dibujante español.

## Biografía
Nació hacia 1841 en la localidad guipuzcoana de Pasajes. Autor de ilustraciones en prensa, poesías y obras de teatro, escribió en euskera. Iraola, que colaboró en publicaciones periódicas como La Galerna, El Thun Thun, El Aurresku, La Baskonia, Baserritarra y Novedades, falleció el 19 septiembre de 1919, en San Sebastián. En 1962 la editorial Auspoa publicó una recopilación de textos suyos, bajo el título Oro itzak eta beste ipui asko.